# Sportringen

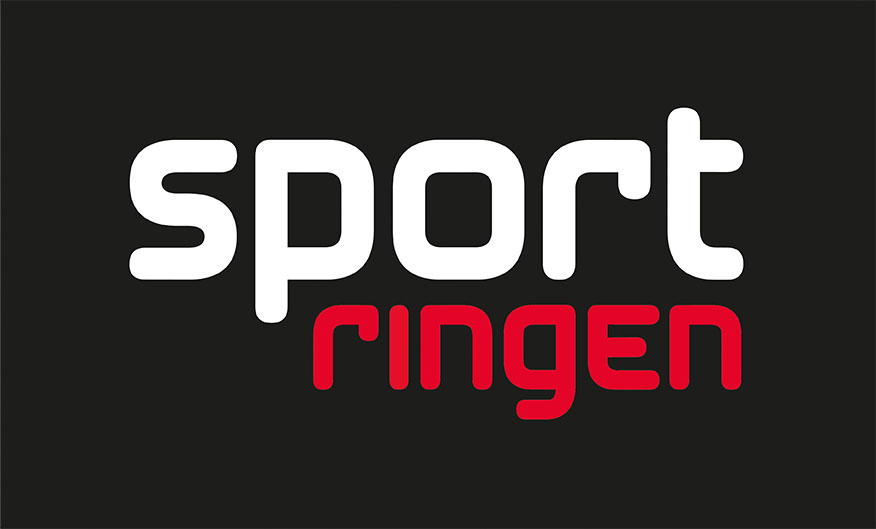
Sportringens logotyp

Sportringen är en frivillig fackhandelskedja med 150 sportbutiker. Sportringen finns representerade över hela Sverige. Unikt med Sportringen är att butikerna är fria handlare, vilket betyder att varje butik har sitt eget utvalda produktsortiment. Detta medför att butikers sortiment inte ser likadant ut, utan kan ha en stor variation beroende på inriktning och geografiskt läge. Butikskedjan har sitt servicekontor i Mölndal söder om Göteborg. Sportringen grundades 1983.